# Урса
Урса (рум. Ursa) — село у повіті Олт в Румунії. Входить до складу комуни Гирков.
Село розташоване на відстані 137 км на південний захід від Бухареста, 74 км на південь від Слатіни, 88 км на південний схід від Крайови.

## Населення
За даними перепису населення 2002 року у селі проживали 1068 осіб, усі — румуни. Рідною мовою 1067 осіб (99,9%) назвали румунську.